# Уайтлок, Джон
Джон Уайтлок (англ. John Whitelocke; 1757[…], Англия — 23 октября 1833, Биконсфилд, Бакингемшир) — британский военачальник, генерал-лейтенант, главнокомандующий британскими войсками во время неудачного для англичан вторжения в Буэнос-Айрес в 1807 году.

## Биография
Джон Уайтлок родился в Беконсфилде графстве Бакингемшир в 1757 году. Он получил образование в грамматической школе в Марлборо и в частной военной академии в Литтл-Челси, после чего в 1778 году в возрасте примерно 21 года поступил офицером на службу в британскую армию. На протяжении длительного времени он служил в Вест-Индии, на Ямайке и в Сан-Доминго, постепенно продвигаясь по службе. Вернувшись в Британию в самом конце 1790-х годов в чине генерал-майора, Уайтлок был 25 июня 1799 года назначен лейтенант-губернатором (вице-губернатором) Портсмута и командующим Юго-Западным военным округом. 10 ноября 1804 года Джон Уайтклок был произведён в генерал-лейтенанты и назначен генеральным инспектором по вербовке новобранцев в период значительного расширения британской армии. Уайтлоку удалось, не всегда честными методами, значительно усилить интенсивность вербовки и пополнить ряды армии.
В 1807 году он был назначен командовать экспедицией для захвата Буэнос-Айреса, принадлежавшего Испании. Испания в тот момент являлась союзницей Франции, её флот вместе с французским флотом только что потерпел сокрушительное поражение от британцев в Трафальгарском сражении. Британцы сочли этот момент удачным, чтобы прибрать к рукам французские и испанские колонии. За короткий срок в их руки перешли практически все заморские владения Франции: Мартиника, Гваделупа, Маврикий, а также колонии союзной Франции Голландии — Индонезия (в дальнейшем была возвращена Нидерландам) и Южная Африка (не была возвращена). Однако, с испанскими колониями в Южной Америке дело шло гораздо менее удачно. Если французские колонии (кроме Луизианы, своевременно проданной Соединённым Штатам) в основном состояли из небольших островов, а голландское население Южной Африки колебалось, следует ли им поддержать французов, то испанские колонии имели многочисленное испаноязычное белое население (так называемых креолов), чьи лидеры давно вынашивали планы провозгласить независимость от Испании и перейти к республиканской форме правления по образцу США, но совершенно не собирались превращаться из испанских подданных в поданных Англии.

### Экспедиция в Буэнос-Айрес
Генерал-лейтенант Джон Уайтлок прибыл к войскам 10 мая 1807 года. К этому времени значительные британские силы (больше 10 000 человек) занимали город Монтевидео (современная столица Уругвая) откуда планировали перейти в наступление на Буэнос-Айрес (современную столицу Аргентины и тогдашнюю — испанского вице-королевства Рио-де-ла-Плата.
1 июля 1807 года британским войскам удалось нанести серьёзное поражение аргентинской полевой армии генерала Сантьяго де Линьерса, которая была вынуждена отступить от города. Вместо того, чтобы сразу же занять Буэнос-Айрос генерал Уайтлок решил ожидать официальной капитуляции города, который он считал незащищённым и склонным перейти под британский контроль. Выгадав время путём переговоров, мэр Буэнос-Айреса Мартин де Альзага вооружил всех, способных носить оружие: от богачей до чернокожих рабов, а неспособных сражаться отправил рыть окопы и баррикадировать дома, для того чтобы превратить их в рубежи обороны.
Когда, промедлив около трёх суток, войска Уайтлока наконец-то направились к городу, разделёнными на небольшие отряды и даже не зарядив ружей, жители Буэнос-Айреса, не имевшего крепостных укреплений, оказали им ожесточенное вооруженное сопротивление прямо на улицах города. Городской бой с вооруженными жителями города продолжался 48 часов и привёл к крупным потерям для британской армии: 70 офицеров и около тысячи солдат убитыми и ранеными. Под контроль наступающих британцев в ходе ожесточённых боёв перешла часть районов, однако центр города так и не был захвачен. Осаждённые совершали вылазки и сумели разбить по одному несколько из британских отрядов. В довершение всего, Линьерс сумел привести в порядок свои войска, двинуть их обратно к городу и начать обстрел британских позиций, что потенциально угрожало британцам полным окружением.
12 августа, когда потери британцев достигли 311 человек убитыми, 679 ранеными и 1808 пленными и пропавшими без вести, итого почти 3 000 человек, из примерно 9-12 000 имевшихся в наличии (от трети до четверти), Уайтлок вынужден был подписать капитуляцию. В тылу у него при этом оставался укреплённый британцами город Монтевидео, который можно было оборонять, опираясь на флот. Некоторые военачальники настаивали, чтоб Уайтлок потребовал от Линьерса пропустить его войска в Монтевидео или же предлагали пробиваться обратно силой, однако деморализованный Уайтлок согласился без боя передать Линерьсу Монтевидео в обмен на разрешение беспрепятственно погрузиться на корабли и отплыть обратно, что и было исполнено обеими сторонами.

### Суд и последние годы
Британское командование было раздражено результами экспедиции. Регулярные британские войска потерпели поражение, фактически, от иррегулярного ополчения. Шанс поставить под свой контроль богатейшие владения в Южной Америке был упущен, а когда, всего один год спустя, Испания была оккупирована Францией, а испанские патриоты в этой ситуации заключили военный союз с англичанами, стало ясно, что возможность занять будущие Уругвай и Аргентину для англичан упущена навсегда.
После возвращения экспедиции, в зале Королевского госпиталя в Челси состоялся суд над Джоном Уайтлоком под председательством главнокомандующего британскими вооружёнными силами Дэвида Дандаса. Остальные генералы — участники экспедиции, единогласно обвиняли именно Уайтлока в решении сдать противнику без боя город Монтевидео, напоминая, что это решение лишило англичан только что перед этим завоёванной базы в Южной Америке. Генерал Джон Уайтлок был признан судом виновным, уволен со службы и объявлен «непригодным и недостойным служить в Королевских вооружённых силах в каком-либо звании».
Копии судебного приговора были разосланы по всем полкам британской армии и прочитаны солдатам перед строем, с тем, чтобы «служить вечным напоминанием о фатальных последствиях, которые ожидают тех, даже самых высших командиров, которым, при выполнении возложенных на них обязанностей, не хватает рвения, умения или настойчивости, которые их суверен и их страна имеют право ожидать от них.»
Генерал Джон Уайтлок скончался у себя родине в Бакингемшире 23 октября 1833 года. Англичане в дальнейшем стремились как можно реже вспоминать о своей военной неудаче в Аргентине, тогда как для аргентинцев оборона Буэнос-Айреса была и остаётся одним из ключевых событий национальной истории. Более того, многие будущие лидеры борьбы Аргентины за независимость от Испании получили свой первый серьёзный боевой опыт именно тогда.